# Miravalle, Aguascalientes
Miravalle är en ort i Mexiko.   Den ligger i kommunen Jesús María och delstaten Aguascalientes, i den centrala delen av landet, 400 km nordväst om huvudstaden Mexico City. Miravalle ligger 1 870 meter över havet och antalet invånare är 1 071.
Terrängen runt Miravalle är platt åt sydost, men åt nordväst är den kuperad. Runt Miravalle är det tätbefolkat, med 459 invånare per kvadratkilometer. Närmaste större samhälle är Aguascalientes, 10,4 km söder om Miravalle. Trakten runt Miravalle består till största delen av jordbruksmark.